# Ephyrodes repandens
Ephyrodes repandens là một loài bướm đêm trong họ Erebidae.